# Calciatore dell'anno (Sport)
Calciatore svizzero dell'anno fu un premio calcistico assegnato dal quotidiano Sport di Zurigo al miglior giocatore svizzero dell'anno solare, tra il 1973 e il 1998. Da allora il premio viene assegnato dalla federazione calcistica della Svizzera.

## Albo d'oro

### Calciatore svizzero dell'anno
- 1973 - Karl Odermatt, Basilea
- 1975 - Umberto Barberis, Grasshopper
- 1976 - Köbi Kuhn, Zurigo
- 1977 - Hansjörg Pfister, Servette
- 1978 - Ruedi Elsener, Grasshopper
- 1979 - Umberto Barberis, Servette
- 1980 - Umberto Barberis, Servette
- 1981 - Heinz Lüdi, Zurigo
- 1982 - Claudio Sulser, Grasshopper
- 1983 - Lucien Favre, Servette
- 1984 - Heinz Hermann, Grasshopper
- 1985 - Heinz Hermann, Grasshopper e Rolf Osterwalder, Aarau
- 1986 - Heinz Hermann, Neuchâtel Xamax

- 1987 - Heinz Hermann, Neuchâtel Xamax
- 1988 - Heinz Hermann, Neuchâtel Xamax
- 1989 - Peter Nadig, Lucerna
- 1990 - Andy Egli, Grasshopper
- 1991 - Adrian Knup, Lucerna
- 1992 - Jean-Paul Brigger, Sion
- 1993 - Ciriaco Sforza, Grasshopper/Kaiserslautern
- 1994 - Thomas Bickel, Grasshopper
- 1995 - Néstor Subiat, Grasshopper
- 1996 - Kubilay Türkyılmaz, Grasshopper
- 1997 - Kubilay Türkyılmaz, Grasshopper
- 1998 - Kubilay Türkyılmaz, Grasshopper

### Calciatore straniero dell'anno
- 1975 -  Ilija Katić, Zurigo
- 1976 -  Ilija Katić, Zurigo
- 1977 -  Eigil Nielsen, Basilea
- 1978 -  Martin Chivers, Servette
- 1979 -  Jurica Jerković, Zurigo
- 1980 -  Piet Hamberg, Servette
- 1981 -  Robert Kok, Losanna
- 1982 -  Jurica Jerković, Zurigo
- 1983 -  Jurica Jerković, Zurigo
- 1984 -  Raúl Nogués, La Chaux-de-Fonds
- 1985 -  Charly Herberth, Aarau
- 1986 -  Lars Lunde, Young Boys
- 1987 -  Robert Prytz, Young Boys

- 1988 -  John Eriksen, Servette
- 1989 -  Karl-Heinz Rummenigge, Servette
- 1990 -  Iván Zamorano, San Gallo
- 1991 -  Edwin Gorter, Lugano
- 1992 -  Igor' Dobrovol'skij, Servette
- 1993 -  Sonny Anderson, Servette
- 1994 -  Giovane Élber, Grasshoppers
- 1995 -  Petăr Aleksandrov, Neuchâtel Xamax
- 1996 -  Viorel Moldovan, Grasshoppers
- 1997 -  Viorel Moldovan, Grasshoppers
- 1998 -  Shabani Nonda, Zurigo